# Embraer EMB-145 AEW&C
O Embraer EMB-145 AEW&C (do inglês Airborne Early Warning and Control) ou R-99, é uma aeronave de Alerta Aéreo Antecipado e Controle, com capacidade autônoma de vigilância e controle aéreo. Concebido para atender aos requisitos operacionais da Força Aérea Brasileira (FAB), para uma aeronave de vigilância aérea, capaz de prover dados de inteligência sobre aeronaves voando a baixa altura, sobretudo na Amazônia brasileira, cumprindo missões em apoio ao SIVAM.

## Histórico de desenvolvimento

### Projeto SIVAM
Com o objetivo de coibir ilícitos e prover dados ao SIPAM (Sistema de Proteção da Amazônia), foi implantado pelo Governo brasileiro, através do Ministério da Aeronáutica, o SIVAM (Sistema de Vigilância da Amazônia), que emprega os meios necessários a coleta, processamento e difusão dos dados sobre a Amazônia, na intenção de promover o desenvolvimento sustentado desta região.
Para isso, o SIVAM dispõe de uma rede de radares de superfície, responsáveis pelo monitoramento do espaço aéreo amazônico, que atuam tanto na segurança de voo sobre a floresta, como na vigilância e controle de fronteiras. Uma das preocupações do sistema consiste na cobertura do tráfego aéreo voando a baixa altura. Uma aeronave voando abaixo de 10.000 pés (3.000 metros), seja em voo regular ou clandestino, poderia se aproveitar de falhas na cobertura dos radares.
Para atender a essas situações, a Força Aérea Brasileira (FAB), contaria com aeronaves de vigilância aérea, especialmente desenvolvidas para esse fim, completando os dados fornecidos pelos equipamentos instalados em terra.

### Aeronave E-99
Contratada para desenvolver a nova aeronave, a então EMBRAER inicialmente fez uso de seu modelo turboélice EMB-120 Brasília, o qual foi submetido a trabalhos visando sua qualificação, como plataforma de integração com o radar Erieye (selecionado para sistema AEW&C).
Contudo, o atraso de quase dois anos e meio para a vigência do contrato do SIVAM (previsto para o início de 1995, sua implantação ocorreu somente em 25 de julho de 1997), somado às restrições apresentadas pela célula do EMB-120 Brasília, fizeram com que essa aeronave fosse substituída pelo jato ERJ-145, na época recentemente lançado no mercado.
Este jato, desenvolvido para rotas regionais, apresenta um projeto estrutural capaz de suportar altas frequências de utilização, podendo superar 2.800 horas de voo por ano. Seus sistemas internos, bem como de controle dos motores, possuem duplicidade e redundâncias, o que confere ao ERJ-145 alto percentual de disponibilidade para as missões.

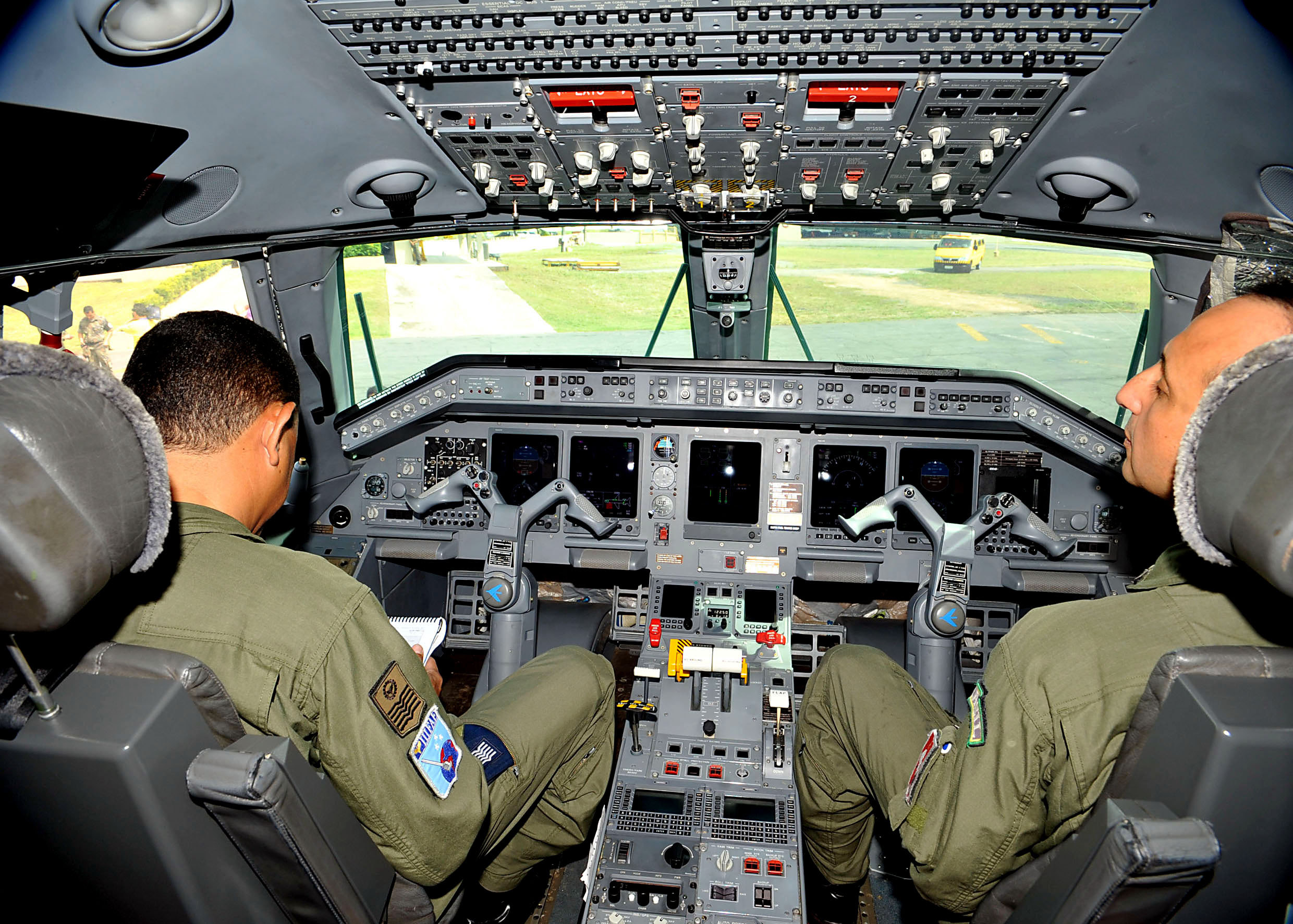
Cabina de um R-99 da FAB, equipado com a mesma aviônica digital do E-99, que é comum à toda aeronave ERJ-145 da qual derivam. Foto: Valter Campanato/ABr

Na parte de instrumentos, o ERJ-145 exibe um painel todo digital, os aviônicos são sistemas Primus 1000, constituído por cinco principais mostradores em telas de cristal líquido, intercambiáveis entre si, sendo dois PFD (Primary Flight Displays), dois MFD (Multi-Function Displays) e um EICAS (Engine Indication and Crew Alerting System). Seus motores, são equipados com FADEC (Full Authority Digital Engine Control), o que permite partida automática com o completo gerenciamento de sua performance.
Para o cumprimento das missões AEW&C, a célula do ERJ-145 recebeu reforços estruturais na parte superior da fuselagem, necessários para abrigar a antena do radar Erieye; acréscimo de winglets ( "dobras" nas pontas das asas que melhoram a aerodinâmica, proporcionando maior economia de combustível e maior alcance); capacidade de combustível ampliada em relação a versão civil; APU (Auxiliary Power Unit) mais potente; novos sistemas de comunicação e navegação; sistema de enlace de dados datalink; sensores de monitoramento de sinais de comunicações clandestinas; consoles de comando e controle (estações de trabalho); entre outros equipamentos.
O voo inaugural do EMB-145 AEW&C (anteriormente designado R-99A pela FAB, passou em 2008 a atuar com a designação «E-99») ocorreu no dia 22 de maio de 1999, com o primeiro teste operacional do radar Erieye acontecendo em 25 de janeiro de 2001.
Em 24 de julho de 2002, foram entregues à FAB os primeiros três E-99 (de um total de cinco), que foram destinados ao 2°/6° GAv (2° Esquadrão do 6° Grupo de Aviação), com sede na Base Aérea de Anápolis, podendo ser deslocados rapidamente, a qualquer ponto do território brasileiro, em casos onde sua capacidade de vigilância e controle aéreo se fizer necessária.
No final de 2003, a então EMBRAER realizou uma série de ensaios envolvendo um protótipo do ERJ-145, e um KC-130 da FAB, com o intuito de dotar o EMB-145 AEW&C com sistema de reabastecimento em voo.
O 2°/6° GAv, intitulado Esquadrão Guardião, realizou entre os dias 23 e 25 de agosto de 2004, os primeiros testes de interconexão entre rádios do sistema datalink, entre um E-99 e três caças A-29B Super Tucano, completando o estágio de desenvolvimento operacional pleno desta aeronave de vigilância aérea.

## Radar Erieye

### Principais características

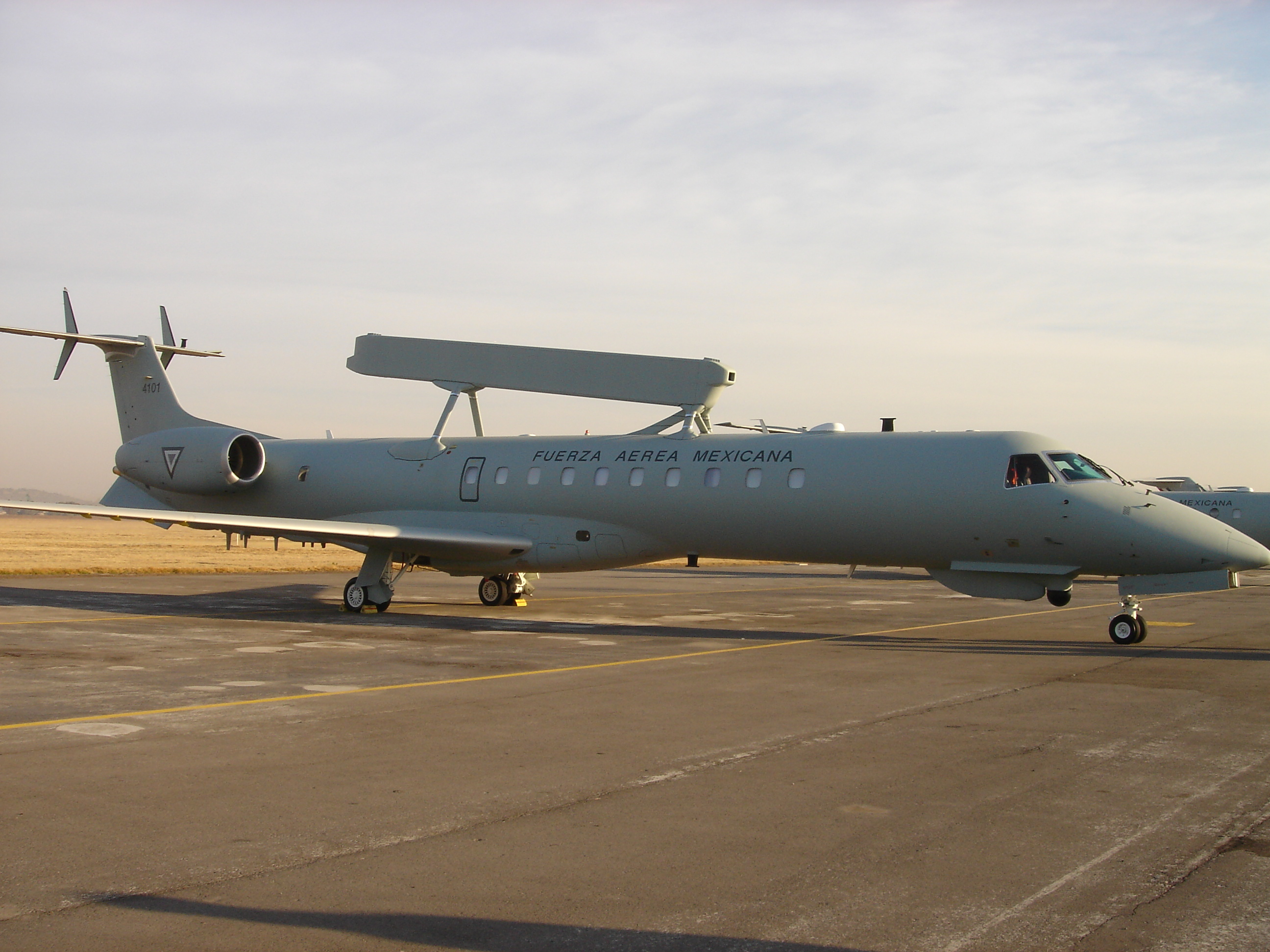
Embraer EMB-145 AEW&C da Força Aérea Mexicana mostrando a antena do radar Erieye sobre a fuselagem

O principal sensor do EMB-145 AEW&C constitui-se no radar multimissão Ericsson PS-890 Erieye, de antena plana, do tipo varredura eletrônica ativa, caracterizado por não depender do movimento giratório de 360 graus da antena de busca, comum em outros radares de vigilância aerotransportados.
Instalada sobre a fuselagem da aeronave, a antena do radar Erieye contém em seu interior, 192 módulos auto-direcionáveis de transmissão e recepção de sinais, permitindo o rastreio de aeronaves de dimensões menores, míssil de cruzeiro ou mesmo navios. Seu feixe eletrônico, de rápido direcionamento, confere aos operadores o acompanhamento permanente do alvo detectado, além da capacidade de gerenciamento de vários alvos ao mesmo tempo.
A uma altitude de 25.000 pés (7.620 metros), sua capacidade de varredura é superior a 350 km ao redor da aeronave, podendo visualizar até 300 tráfegos aéreos. Opera na Banda S, sofrendo uma menor atenuação pela atmosfera, possuindo capacidade de mudar sua freqüência, automaticamente, quando está sofrendo interferência eletromagnética proposital (jamming).

## Missões
Os sensores e sistemas embarcados do EMB-145 AEW&C o torna capacitado em atuar numa vasta gama de missões, entre as quais: comando e controle; vigilância e controle de fronteiras; vigilância marítima; monitoramento de sinais de comunicações; coordenação de operações de busca e salvamento; vetoração de caças e gerenciamento do espaço aéreo.

## Variantes
- EMB-145 AEW&C do Governo indiano - esta variante, em desenvolvimento, deverá possuir sistema AEW&C próprio, com a co-participação da instituição indiana DRDO (Defence Research and Development Organisation).

## Principais aeronaves concorrentes
- Boeing 737 AEW&C
- Northrop Grumman Hawkeye 2000
- Saab S-100B Argus
- Saab 2000 AEW&C

## Ficha técnica (EMB-145 AEW&C)

### Dimensões
- Envergadura: 21,00 m
- Comprimento: 29,87 m
- Altura: 6,75 m

### Pesos
- Básico operacional: n/d
- Máximo de decolagem: 24.000 kg
- Carga útil máxima: n/d
- Tripulação: 2 (piloto e co-piloto) + 6 operadores de sistemas

### Desempenho
- Velocidade máxima: Mach .78
- Alcance: n/d
- Teto de serviço: 11.278 m
- Autonomia: +6 h (on station)
- Capacidade de varredura radar: +350 km
- Distância de decolagem / pouso: 2.270 m (MTOW) / 1.345 m

### Propulsão
- Motor: 2 turbofans Rolls-Royce AE 3007A1s de 3.368 kgf de empuxo unitário, com FADEC

### Sistemas e equipamentos
- Radar Ericsson PS-890 Erieye (radar de vigilância e controle aéreo)
- SSR / IFF (radar secundário de identificação amigo-inimigo)
- ESM (sistema de medidas eletrônicas de apoio) (opcional)
- COMINT / ELINT (sensores de monitoramento de sinais de comunicações)
- Datalink (sistema de transmissão e recepção de dados seguro)
- RWR / chaff & flare (sistemas de autodefesa) (opcional)
- Sistema de reabastecimento em voo (opcional)

### Operadores
- Brasil - 5 aeronaves
- Grécia - 4 aeronaves
- México - 3 aeronaves
- Índia - 3 aeronaves (variante em desenvolvimento)

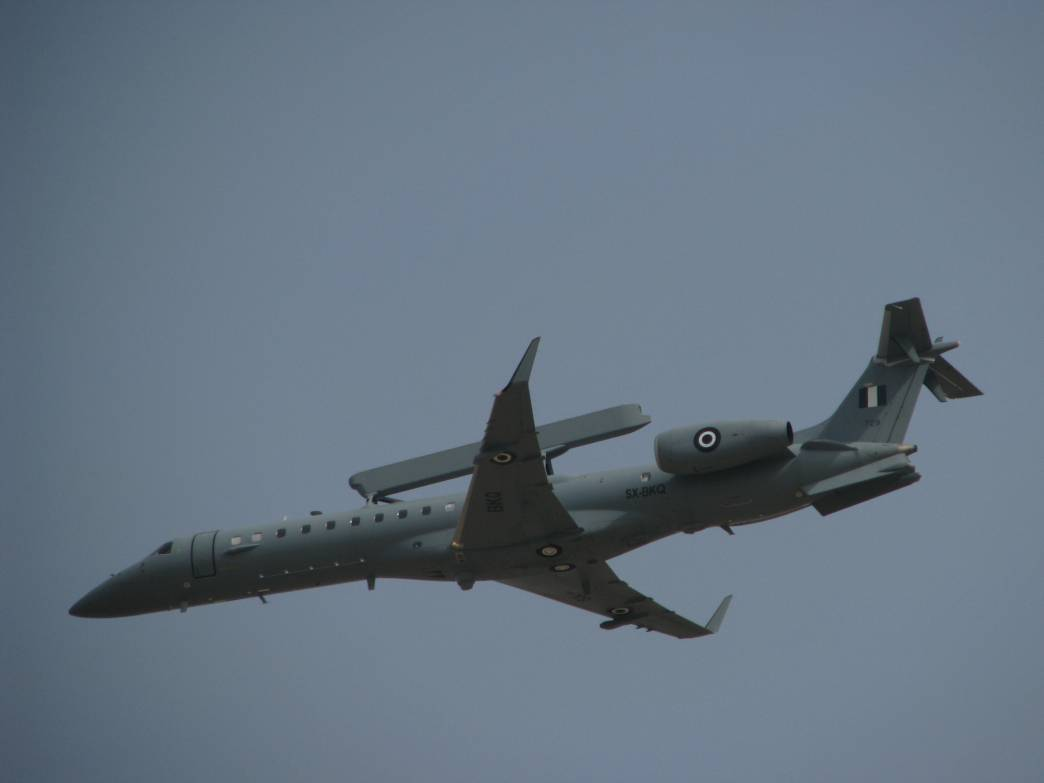
Embraer EMB-145 AEW&C da Força Aérea Grega (Grécia)
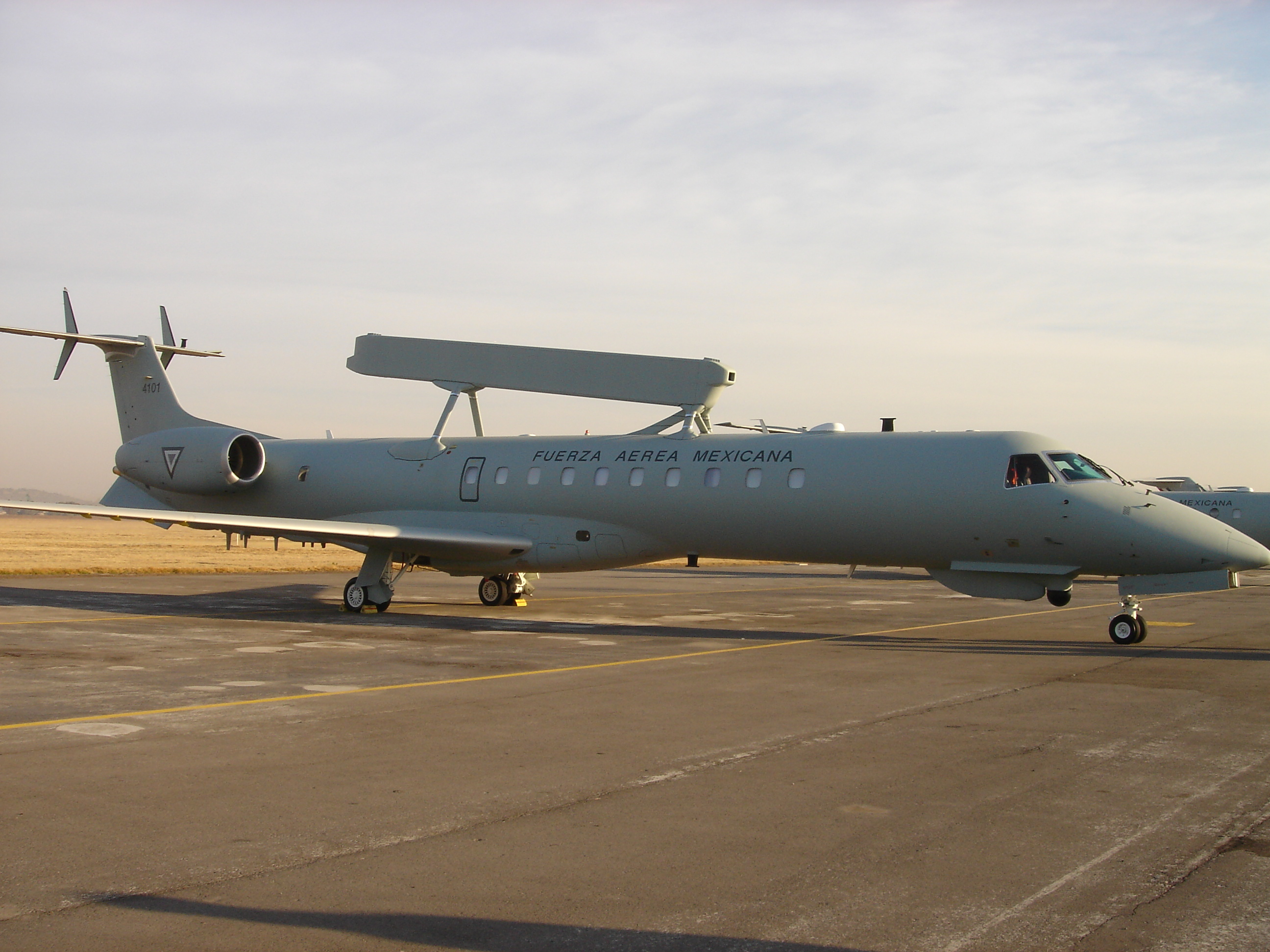
Embraer EMB-145 AEW&C da Força Aérea Mexicana.